# Chlamydomonas
Chlamydomonas, česky někdy pláštěnka nebo koulenka, je poměrně velký rod zelených řas z řádu Volvocales, žijících ve vodě, v půdě a dokonce i ve sněhu. Bylo popsáno více než 600 druhů. Jsou to významné modelové organizmy.

## Popis

Schéma buňky pláštěnky Chlamydomonas reinhardtii.

Řasy rodu Chlamydomonas jsou jednobuněčné nebo nanejvýš tvoří jednoduché neforemné kolonie. Dosahují rozměrů v řádu mikrometrů, od 5 do 100 µm a nabývají různých tvarů, nejčastěji kulovitých až eliptických. Buňky v bičíkaté fázi životního cyklu mají dva bičíky. Uvnitř je jeden nebo několik chloroplastů, jedno buněčné jádro a dále např. pyrenoid.
V životním cyklu jsou haploidní vegetativní buňky, množící se prostým dělením, a podobně vypadající generativní buňky, které slouží jako gamety. Splynutím gamet vzniká cysta a jejím následným dělením čtyři vegetativní buňky.

## Významné druhy
- Chlamydomonas reinhardtii
- Chlamydomonas moewusii
- Chlamydomonas nivalis